# Lakshmi Mittal
Lakshmi Niwas Mittal (en hindi: लक्ष्मी निवास मित्तल) (Sadulpur (Rajasthan), 2 de setembre de 1950) és un empresari indi radicat a Londres. Presideix l'empresa ArcelorMittal, una de les principals productores mundials d'acer. Mittal posseeix el 41% de les accions d'ArcelorMittal i també el 34% de l'equip de futbol anglès Queens Park Rangers F.C..